# Сарданга
Сарданга (якут. Сардаҥа) — село в Сунтарском улусе Республики Саха (Якутия) России. Административный центр и единственный населённый пункт Бордонского наслега.

## География
Село находится в юго-западной части Якутии, на левом берегу реки Вилюй, на расстоянии примерно 31 километра (по прямой) к юго-западу от села Сунтар, административного центра улуса. Абсолютная высота — 135 метров над уровнем моря.
Климат
Климат характеризуется как резко континентальный. Средняя температура воздуха самого тёплого месяца (июля) составляет 17-18 °C; самого холодного (января) — −34 − −50 °C. Среднегодовое количество атмосферных осадков составляет 250—300 мм.
Часовой пояс
Село Сарданга находится в часовой зоне МСК+6. Смещение применяемого времени относительно UTC составляет +9:00.

## Население
| 1989 | 2002  | 2010 | 2012 | 2013 | 2014 | 2015 |
| ---- | ----- | ---- | ---- | ---- | ---- | ---- |
| 1200 | ↘1002 | ↘904 | ↘878 | ↘857 | ↘841 | ↘837 |
| 2016 | 2017  | 2018 | 2019 | 2020 | 2021 |      |
| ↘818 | ↘813  | ↗816 | ↘813 | ↗816 | ↗820 |      |

Половой состав
По данным Всероссийской переписи населения 2010 года в гендерной структуре населения мужчины составляли 51 %, женщины — соответственно 49 %.
Национальный состав
Согласно результатам переписи 2002 года, в национальной структуре населения якуты составляли 94 % из 1002 чел.

## Улицы
Уличная сеть села состоит из тринадцати улиц и шести переулков.